# Улица Сезам
Улица Сезам (на английски: Sesame Street) е американска поредица за деца, която съчетава образователни и развлекателни елементи. Това е една от най-старите телевизионни програми в САЩ. На 10 ноември 2007 предаването отбелязва 38-ата годишнина от създаването си. „Улица Сезам“ се излъчва в 120 държави по целия свят и са направени над 30 международни версии, включително и в България.
Предаването е известно с участието на герои мъпети, създадени от Джим Хенсън. Популярни герои са: Елмо, Ърни, Голямото пиле, Бисквитеното чудовище, Магъосникът, Зоуи, Тейли, Берт, Росита, Оскар и Гровер.

## В България
В България поредицата се излъчва от края на 80-те години до 2006 г. по Канал 1 с български дублаж. В него участват Даринка Горанова, Адриана Андреева (Жълтото пиле), Иван Танев и Цветан Ватев. Редактор е Севдалин Генов, а режисьор на дублажа е Цветана Янакиева. Началната песен се изпълнява от детска вокална група „Мечо Пух“.